# Hyposidra leucomela
Hyposidra leucomela är en fjärilsart som beskrevs av Walker 1866. Hyposidra leucomela ingår i släktet Hyposidra och familjen mätare. Inga underarter finns listade i Catalogue of Life.